# Pedro Agustín Elizondo
Pedro Agustín Elizondo fue un capitán patriota chileno, hermano del obispo Diego Antonio Elizondo Prado.
Era hijo de Pedro José de Elizondo y Riveros y de Antonia de Prado Covarrubias.
Defendió el fuerte patriota en el Ataque al fuerte de San Pedro, cerca de Concepción, el 29 de diciembre de 1818 al ser atacado éste por las fuerzas realistas de Vicente Benavides.
- Datos: Q6068064